# Sei Suka/Deras
Sei Suka/Deras is een bestuurslaag in het regentschap Batu Bara van de provincie Noord-Sumatra, Indonesië. Sei Suka/Deras telt 6763 inwoners (volkstelling 2010).